# Christine Beckers
Christine Beckers, in de motorsport ook bekend onder het pseudoniem 'Christine', (Ukkel, 4 december 1943) is een voormalig Belgisch autocoureur.

## Levensloop
Beckers maakte haar debuut in 1966 in het NSU-rally. Ze werd zesmaal Belgisch kampioene. Daarnaast won ze onder meer driemaal de 'Coupe des Dames' in Parijs-Dakar en werd ze er 5e in de 'overall'-eindstand in 1984.
In 2014 gaf ze het boek La course ou la vie, itinéraire d’une femme rapide uit.

## Palmares
- Belgisch kampioenschap: 1967, 1968, 1969, 1970, 1972 en 1974
- Parijs-Dakar 'Coupe des Dames': 1979, 1980 en 1984